# Yves Matra
Yves Matra – francuski kierowca wyścigowy.

## Kariera
Ścigał się samochodami francuskimi i włoskimi pod koniec lat 30. XX wieku. W 1937 roku był zgłoszony do wyścigu 24h Le Mans na Bugatti 57G Tank w zespole Rogera Labrika, ale nie wystartował w zawodach. Rok później wystartował w tym wyścigu, ścigając się Alfą Romeo 2300 Monza wraz z Marcelem Horvilleurem. Załoga nie ukończyła zawodów, przejechawszy 53 okrążenia. W tym samym roku wziął udział w Grand Prix Pau, rywalizując samochodem Bugatti Type 51. Startował z szóstego miejsca, ale po 40 okrążeniach odpadł z wyścigu. Na Delahaye'u 135CS wystartował natomiast w 12h Paryża, gdzie ścigał się wraz z Jeanem Trévoux. Załoga nie ukończyła jednak zawodów.
W 1939 roku wziął udział w Grand Prix Francji. Wystartował w zespole Christiana Kautza na trzylitrowej Alfie Romeo 308. Matra wystartował z przedostatniej, czternastej pozycji. W wyścigu pokonał siedemnaście okrążeń, po czym wycofał się. Przez wzgląd na fakt, iż nie rywalizował w pozostałych wyścigach sezonu 1939 Mistrzostw Europy, uzyskał łącznie 30 punktów, co dało mu 28 miejsce w klasyfikacji końcowej sezonu.

## Wyniki w Mistrzostwach Europy
| Punktacja mistrzostw Europy AIACR | Punktacja mistrzostw Europy AIACR    | Punktacja mistrzostw Europy AIACR |
| Kolor                             | Rezultat                             | Punkty                            |
| --------------------------------- | ------------------------------------ | --------------------------------- |
| Złoty                             | Zwycięzca                            | 1                                 |
| Srebrny                           | 2 miejsce                            | 2                                 |
| Brązowy                           | 3 miejsce                            | 3                                 |
| Zielony                           | Przynajmniej 75% rezultatu zwycięzcy | 4                                 |
| Niebieski                         | 50%-75% rezultatu zwycięzcy          | 5                                 |
| Fioletowy                         | 25%-50% rezultatu zwycięzcy          | 6                                 |
| Czerwony                          | Poniżej 25% rezultatu zwycięzcy      | 7                                 |
| Czarny                            | Zdyskwalifikowany                    | 8                                 |
| Biały                             | Nie brał udziału                     | 8                                 |

| Sezon | Zespół          | Samochód            | Silnik            | Wyniki w poszczególnych eliminacjach | Wyniki w poszczególnych eliminacjach | Wyniki w poszczególnych eliminacjach | Wyniki w poszczególnych eliminacjach | Pkt. | Msc. |
| ----- | --------------- | ------------------- | ----------------- | ------------------------------------ | ------------------------------------ | ------------------------------------ | ------------------------------------ | ---- | ---- |
| 1939  |                 |                     |                   | Belgia                               | Francja                              | III Rzesza                           | Szwajcaria                           | 30   | 28   |
| 1939  | Christian Kautz | Alfa Romeo Tipo 308 | Alfa Romeo 3.0 R8 | -                                    | NU                                   | -                                    | -                                    | 30   | 28   |